# 梅向明
梅向明（1928年11月24日—今），男，湖北黄梅人，中国数学家、政治人物，中国民主促进会会员，曾任民进中央副主席、民进北京市委主委，北京市人大常委会副主任，北京市政协副主席。

## 生平
1928年11月24日出生。湖北黄梅人。1948年毕业于广州中山大学数学天文系。1948年至1949年留系任助教。1949年转移至澳门，任岭南中学教员。广州被中共占领后赴北京。在北京第二女子中学执教。1961年北京大学数学力学系研究生毕业后，历任北京师范大学、首都师范大学讲师、副教授、教授、数学系主任、副院长。

## 家庭
父梅龚彬，母龚冰若。

## 著作
《微分几何》1981 高等教育出版社。